# Робб, Дэвид
Дэ́вид Робб (англ. David Robb, род. 23 августа 1947, Лондон) — шотландский актёр. Наиболее известен по роли доктора Ричарда Кларксона в телесериале «Аббатство Даунтон», бессмертного Антония Каласа в телесериале «Горец» и Германика в мини-сериале «Я, Клавдий».

## Ранняя жизнь и образование
Робб родился в Лондоне, но вырос в Эдинбурге в Шотландии. Он получил образование в Королевской высокой школе (англ. Royal High School).

## Личная жизнь
С 1978 по 2013 год Робб был женат на актрисе и активистке Бриони Макробертс (англ. Briony McRoberts, 10 февраля 1957 — 17 июля 2013, Уэлин-Гарден-Сити, Хартфордшир, Англия). Макробертс покончила жизнь самоубийством в возрасте 56 лет, бросившись под поезд 17 июля 2013 года, после долгих лет, проведённых в борьбе с анорексией.
Начиная с 2004 года, Робб и его жена каждый год принимали участие в Эдинбургском марафоне, чтобы собрать деньги для исследований в области лейкемии.

## Избранная фильмография
| Год       | Название на русском   | Название на английском | Роль                   | Примечания              |
| --------- | --------------------- | ---------------------- | ---------------------- | ----------------------- |
| 1975      | Недостойное поведение | Conduct Unbecoming     | лейтенант Уинтерс      |                         |
| 1976      | Я, Клавдий            | I, Claudius            | Германик               | Мини-сериал; 3 эпизода  |
| 1980      | Гамлет                | Hamlet                 | Лаэрт                  | BBC                     |
| 1982      | Айвенго               | Ivanhoe                | Робин Гуд              |                         |
| 1993      | Дети свинга           | Swing Kids             | доктор Дитрих Бергер   |                         |
| 1994      | Порождение ада        | Hellbound              | король Ричард          |                         |
| 1999      | Остров сокровищ       | Treasure Island        | доктор Ливси           |                         |
| 2009      | Из времени во время   | From Time to Time      | лорд Фаррар            |                         |
| 2009      | Молодая Виктория      | The Young Victoria     | член партии Вигов      |                         |
| 2010—2015 | Аббатство Даунтон     | Downton Abbey          | доктор Ричард Кларксон | Телесериал; 34 эпизода  |
| 2015      | Волчий зал            | Wolf Hall              | сэр Томас Болейн       | Мини-сериал; 5 эпизодов |